# Onomasiologie
Onomasiologie (van het Griekse ὀνομαζω, "noemen") ofwel betekenisleer is een deelgebied binnen de lexicologie. Men neemt een bepaald concept dat een deel van de werkelijkheid vertegenwoordigt als uitgangspunt, en zoekt vervolgens naar het bijbehorende woord of de bijbehorende woorden in de taal. Op basis hiervan worden bepaalde woordvelden opgesteld. Aan de hand van deze woordvelden worden de onderzochte betekenissen weer gesystematiseerd, waardoor zaken als geleidelijke betekenisovergangen duidelijk worden.
Onomasiologie neemt de betekenis dus als fundamentele basis en is daarmee het tegenovergestelde van semasiologie, waarbij juist het woord als uitgangspunt wordt genomen waarna naar betekenissen/concepten in de werkelijkheid wordt gezocht. 
Onomasiologie speelt zowel in de synchrone als de diachrone taalkunde een rol, maar omdat de meeste nadruk ligt op het bestuderen van betekenisveranderingen en het ontstaan van nieuwe betekenissen als gevolg van leenwoorden, neologismen en zaken als metaforisch en metonymisch taalgebruik wordt de onomasiologie als discipline hoofdzakelijk toegepast in de diachrone (historische) taalkunde. 